# Adriano Bertaccini
Adriano Bertaccini (ur. 13 sierpnia 2000 w Charleroi) – belgijski piłkarz włoskiego pochodzenia grający na pozycji napastnika w klubie Sint-Truidense VV.

## Kariera juniorska
Bertaccini grał jako junior w Royal Charleroi, Standardzie Liège, Club Brugge (do 2014) i KRC Genk (2014–2019).

## Kariera seniorska

### KRC Genk
Bertaccini został przeniesiony do pierwszej drużyny KRC Genk 1 lipca 2019. Nie zadebiutował w niej.

### KMSK Deinze
Bertaccini trafił na wypożyczenie do KMSK Deinze 21 sierpnia 2019. Zadebiutował u nich 1 września 2019 w meczu z K Rupel Boom FC (2:0). Pierwszą bramkę zdobył 23 listopada 2019 w wygranym 2:1 spotkaniu przeciwko UR La Louvière Centre. Łącznie rozegrał dla nich 17 meczów, w których strzelił 3 gole.

### Austria Lustenau
Bertaccini przeszedł do Austrii Lustenau 9 września 2020. Debiut w tej drużynie zaliczył 11 września 2020 w zremisowanym 1:1 spotkaniu przeciwko SV Horn. Pierwszego gola strzelił 26 lutego 2021 w meczu ponownie z SV Horn (3:4). Ostatecznie w ich barwach wystąpił 21 razy i zdobył 3 bramki.

### Thes Sport
Bertaccini przeniósł się do KVV Thes Sport Tessenderlo 17 lipca 2021 za 150 tys. euro. Zadebiutował u nich 11 września 2021 w meczu z K Rupel Boom FC (2:0). Pierwszą bramkę zdobył 17 października 2021 w przegranym 1:2 spotkaniu przeciwko Royal Knokke FC. 6 dni później w starciu z Royal Francs Borains ustrzelił dublet. 9 kwietnia 2022 w meczu z KSK Heist (4:0) zdobył hat tricka. Ten sam wyczyn powtórzył 3 września 2022 i 12 listopada 2022 w starciach kolejno z KSK Heist (3:1) i ROC Charleroi-Marchienne (3:3). 10 grudnia 2022 zdobył dwie bramki w wygranym 3:0 spotkaniu przeciwko K Rupel Boom FC. 29 kwietnia 2023 w meczu z RFC Mandel United (6:0) strzelił 5 goli. Łącznie rozegrał dla nich 64 mecze i strzelił 39 goli.

### RFC Liège
Bertaccini trafił do RFC Liège 15 czerwca 2023. Debiut w tym zespole zaliczył 12 sierpnia 2023 w przegranym 0:1 spotkaniu przeciwko FCV Dender EH. Pierwszego gola strzelił 20 sierpnia 2023 w meczu z rezerwami Standardu Liège (1:2). 15 września 2023 w starciu z Club NXT (3:1) zdobył dwie bramki. Ten sam wyczyn powtórzył 3 grudnia 2023 w meczu z RFC Seraing (2:1). Ostatecznie w ich barwach wystąpił 18 razy i zdobył 11 bramek.

### Sint-Truidense VV
Bertaccini przeszedł do Sint-Truidense VV 1 lutego 2024. Zadebiutował u nich 18 lutego 2024 w meczu z RSC Anderlecht (1:4). Pierwszą bramkę zdobył 17 sierpnia 2024 w zremisowanym 3:3 spotkaniu przeciwko FCV Dender EH. 20 i 26 października 2024 ustrzelił po dwa gole w meczach z KRC Genk i KVC Westerlo. Tyle samo bramek zdobył 11 grudnia 2024 w starciu z KRC Genk (2:2) i 16 marca 2025 w starciu z Oud-Heverlee Leuven (2:3). W sezonie 2024/2025 wespół z Tolu Arokodare został królem strzelców Eerste klasse.

## Kariera reprezentacyjna

### Młodzieżowe reprezentacje Belgii
W 2014 Bertaccini zaliczył jeden występ w reprezentacji Belgii U-15. W latach 2015–2016 rozegrał 10 meczów w kadrze Belgii U-16, strzelił w nich 3 gole. W latach 2016–2017 8 razy wystąpił w barwach reprezentacji Belgii U-17, zdobył dla niej dwie bramki. W 2017 3 razy zagrał w kadrze Belgii U-18. W latach 2018–2019 pięciokrotnie wystąpił w reprezentacji Belgii U-19.

## Statystyki

### Klubowe
(aktualne na dzień 15 lipca 2025)
| Klub               | Sezon              | Liga               | Liga  | Liga   | Puchar kraju | Puchar kraju | Suma  | Suma   |
| Klub               | Sezon              | Liga               | Mecze | Bramki | Mecze        | Bramki       | Mecze | Bramki |
| ------------------ | ------------------ | ------------------ | ----- | ------ | ------------ | ------------ | ----- | ------ |
| KMSK Deinze        | 2019/20            | Nationaal 1        | 17    | 3      | 0            | 0            | 17    | 3      |
| KMSK Deinze        | Ogólnie            | Ogólnie            | 17    | 3      | 0            | 0            | 17    | 3      |
| Austria Lustenau   | 2020/21            | 2. Liga            | 21    | 3      | 0            | 0            | 21    | 3      |
| Austria Lustenau   | Ogólnie            | Ogólnie            | 21    | 3      | 0            | 0            | 21    | 3      |
| Thes Sport         | 2021/22            | Nationaal 1        | 26    | 11     | 0            | 0            | 26    | 11     |
| Thes Sport         | 2022/23            | Nationaal 1        | 36    | 27     | 2            | 1            | 38    | 28     |
| Thes Sport         | Ogólnie            | Ogólnie            | 62    | 38     | 2            | 1            | 64    | 39     |
| RFC Liège          | 2023/24            | Eerste klasse B    | 17    | 11     | 1            | 0            | 18    | 11     |
| RFC Liège          | Ogólnie            | Ogólnie            | 17    | 11     | 1            | 0            | 18    | 11     |
| Sint-Truidense VV  | 2023/24            | Eerste klasse      | 13    | 4      | 0            | 0            | 13    | 4      |
| Sint-Truidense VV  | 2024/25            | Eerste klasse      | 33    | 21     | 3            | 0            | 36    | 21     |
| Sint-Truidense VV  | 2025/26            | Eerste klasse      | 0     | 0      | 0            | 0            | 0     | 0      |
| Sint-Truidense VV  | Ogólnie            | Ogólnie            | 46    | 25     | 3            | 0            | 49    | 25     |
| Ogólnie w karierze | Ogólnie w karierze | Ogólnie w karierze | 163   | 80     | 5            | 1            | 168   | 81     |

### Reprezentacyjne
(aktualne na dzień 15 lipca 2025)
| Reprezentacja      | Rok                | Mecze | Bramki |
| ------------------ | ------------------ | ----- | ------ |
| Belgia U-15        | 2014               | 1     | 0      |
| Ogólnie            | Ogólnie            | 1     | 0      |
| Belgia U-16        | 2015               | 4     | 1      |
| Belgia U-16        | 2016               | 6     | 2      |
| Ogólnie            | Ogólnie            | 10    | 3      |
| Belgia U-17        | 2016               | 6     | 2      |
| Belgia U-17        | 2017               | 2     | 0      |
| Ogólnie            | Ogólnie            | 8     | 2      |
| Belgia U-18        | 2017               | 3     | 0      |
| Ogólnie            | Ogólnie            | 3     | 0      |
| Belgia U-19        | 2018               | 3     | 1      |
| Belgia U-19        | 2019               | 2     | 0      |
| Ogólnie            | Ogólnie            | 5     | 1      |
| Ogólnie w karierze | Ogólnie w karierze | 27    | 5      |

## Sukcesy

### Indywidualne
- Król strzelców Eerste klasse (1×): 2024/2025 (21 bramek; razem z Tolu Arokodare)

## Życie prywatne
Ma pochodzenie włoskie. W 2024 powiedział, że gdyby w tym samym czasie otrzymał powołanie do reprezentacji Belgii i Włoch, wybrałby Włochy, mimo wcześniejszych występów w młodzieżowych reprezentacjach Belgii.